# Haraime
El ḥarāime (en árabe: حرايمي‎) o chraime (en hebreo: חריימה‎) es un guiso de pescado picante con tomates procedente del norte de África, concretamente de Libia. El nombre del plato proviene de la palabra árabe que significa ‘picante’.
Los judíos libios que emigraron a Israel han popularizado el plato en el país judío. Los judíos suelen comer el chraime durante Erev Shabat, así como en Rosh Hashaná y el Séder de Pésaj.